# Panorama di Pleven
Il Panorama di Pleven o Panorama dell'epopea di Pleven del 1877, è un panorama situato nella città di Pleven, in Bulgaria, che racconta le vicende della guerra russo-turca (1877-1878), in particolare dell'assedio di Pleven che durò cinque mesi, che rese la città famosa a livello internazionale, questo evento contribuì alla liberazione della Bulgaria, dopo cinque secoli di dominio ottomano.
Il panorama fu costruito da 13 artisti russi e bulgari, per il 100º anniversario della presa di Pleven, fu presentato ufficialmente il 10 dicembre 1977. Il panorama ampliò il parco Skobelev, che si trova nel luogo in cui fu combattuta la terza delle quattro grandi battaglie che portarono alla conquista di Pleven e poi alla liberazione della Bulgaria. Nei primi tre anni dalla sua apertura, 2 milioni e mezzo di persone lo visitarono. Il monumento è uno dei quasi 200 costruiti dai cittadini di Pleven in omaggio alla battaglia che costò quasi 35.000 vite umane.

## Costruzione e inaugurazione
La maggior parte dei monumenti storici di Pleven sono legati alla guerra russo-turca, sono quasi 200 i monumenti commemorativi delle sanguinose battaglie che portarono alla liberazione della Bulgaria. Il panorama di Pleven fu costruito in onore del centenario della resa delle forze turche di Osman Nuri Pascià, dopo che la città era stata assediata per cinque mesi dalle truppe russe e romene. Fu ideato e progettato da N. Ovetchkin, un'artista di Mosca, come controparte del Panorama di Borodin a Belgorod, in Russia. Il panorama è situato presso il parco Skobelev, dedicato al generale russo Michail Dmitrievič Skobelev che guidò le forze russe alla vittoria sui turchi a Pleven, si trova dove fu combattuta la terza delle quattro battaglie che servì per prendere la città.
Undici artisti russi e due bulgari dipinsero e costruirono il dipinto panoramico che comprende una tela principale di 115×15 metri e 12 metri di primo piano; l'obiettivo di Ovetchkin e degli artisti che collaborarono al panorama era di creare un sentimento di empatia per la battaglia che fu combattuta in quel luogo, per dare così una sensazione di autenticità agli eventi che si sono verificati l'11 settembre 1877.

## Composizione
Il complesso architettonico è composto da quattro camere: introduttiva, panoramica, diorama e finale. Le sei tele della sala introduttiva illustrano il tragico destino delle persone, la loro lotta drammatica e la compassione per i compagni russi. Lo spettatore si trova nel mezzo del campo di battaglia, circondato da un attacco di un reggimento russo, si vedono nuvole di fumo, un medico e un infermiere, l'attacco della cavalleria turca, fuochi accesi in città e il generale Skobelev condurre un attacco contro una fortificazione ottomana.